# Demilly (photographie)
Pour les articles homonymes, voir Demilly.
Demilly est une marque française disparue d'appareils et d'accessoires photographiques active entre 1948 et 1957, elle ne produit que diverses versions du Midelly (anagramme du nom de la société) 

## Histoire
Créée par monsieur Demilly, la société fabriquait des composants pour appareils photographiques dont des obturateurs à rideaux. En 1948 elle se lance dans la fabrication d'appareils de forme box mais plus perfectionnés puisque bi-format (6 x 9 et 4.5 x 6) et munis d'un boitier moulé en alliage léger. Si le McKeown's et Bernard Vial ne recensent que deux versions, une simple et une "luxe", le site Collection-appareils.fr en recense quatre avec des finitions et des obturateurs et des objectifs variés. Ces appareils ne sont vendus que chez Photo-Plait ce qui réduit leur diffusion. La production cesse en 1957.

## Collection
Les quantités vendues sont faibles et ces appareils sont rares, surtout les versions luxe,.